# José Luis Trejo
José Luis Trejo Montoya (Tepeji del Río, 4 de agosto de 1951) es un exfutbolista y entrenador mexicano. Actualmente dirige al Cobán Imperial de la Liga Nacional de Guatemala. Jugaba como defensa y su primer equipo fue el Atlético Español, su último club antes de retirarse fue SpVgg Unterhaching, en Alemania.
Se destacó por llevar a Cruz Azul a la final de la Copa Libertadores de América en 2001. Asimismo, fue campeón del futbol mexicano con Pachuca en el Clausura 2006.
Desde enero de 2025 dirige al Jaguares F. C. de la Serie A de México.

## Trayectoria

### Como jugador
Trejo inició su carrera futbolística a los veinte años en el recién fundado Atlético Español con sede en la Ciudad de México. Debutó en la Primera División en la temporada 1971-72, convirtiéndose rápidamente en un jugador indispensable del equipo y formando una fiable dupla de defensores con Juan Manuel Álvarez. Alcanzaron la final de la temporada 1973-74 contra Cruz Azul, misma en la que se quedaron con el subcampeonato. Más tarde se consagraban campeones de la  Copa de Campeones en 1975.
Un año después disputaban la Copa Interamericana 1975 ante Independiente de Argentina, misma de la que se ausentaría debido a una lesión. En 1978 pasa a ser jugador de los Tecos de la UAG, donde disputaría 59 partidos y anotaría un gol durante tres campañas. Regresa en 1981 con Atlético Español durante una campaña, misma que significó la última en la existencia del club, pues este desapareció el 21 de julio de 1982 para nunca más regresar al fútbol mexicano. Es entonces cuando Trejo emprende vuelo rumbo a Alemania, con el objetivo de iniciar su preparación como entrenador, pasando su último año como jugador con SpVgg Unterhaching, club donde se retiró en 1983, convirtiéndose en el primer futbolista mexicano en jugar en el país germano.

### Como entrenador
Inmediatamente después de terminar su carrera futbolística, Trejo se instaló definitivamente en Alemania y pasó allí los siguientes doce años. Laboró dos años en divisiones infantiles para cumplir la lista de requisitos y obtener el carnet de técnico y poco después ejerció como auxiliar del que fuera y técnico alemán Peter Grosser en su paso con el SpVgg Unterhaching y Türkgücü Múnich. Relacionándose con Gerd Müller y Paul Breitner, en 1990 llega a dirigir la sub-19 de Bayern de Múnich, donde permanecería cuatro años.
En 1994 regresa a México para ser vicepresidente deportivo del equipo Necaxa, donde fue responsable, entre otras cosas, del desarrollo de los equipos juveniles. Mientras tanto, de 1995 a 1997, trabajó en la Federación Mexicana de Fútbol como director deportivo del combinado nacional y también fue asistente en la selección durante los Juegos Olímpicos de Atlanta 1996 y en el ciclo preparatorio para la Copa Mundial de Francia 1998.
Trejo comenzó a trabajar como primer entrenador en septiembre de 1998, cuando se hizo cargo del equipo Toros Neza con sede en Nezahualcóyotl. Sin embargo, fue destituido de este puesto después de sólo ocho partidos, en los que sólo consiguió una victoria.
Se desempeñó como director general de la Escuela Mexicana de Entrenadores, funcionando bajo el patrocinio de laFEMEXFUT. Unos meses después fue contratado por el equipo capitalino Cruz Azul para ser entrenador del equipo filial de Hidalgo, que jugaba en la Segunda División. En el Verano 1999 llegó a la final de la Primera División A y repitió este éxito un año después. En ese lapso, formó a jóvenes jugadores como Norberto Ángeles, Víctor Gutiérrez y Tomás Campos, que más tarde debutó en el primer equipo, luego de reemplazar a Luis Fernando Tena como entrenador de Cruz Azul en marzo del año 2000. En 2001, él y su equipo llegaron a la final de la competición de clubes más importante de América del Sur, la Copa Libertadores, perdiendo sólo tras la tanda de penaltis ante el Boca Juniors. En total se mantuvo como entrenador de Cruz Azul durante casi tres años, dándole la oportunidad de debutar en la máxima categoría a jugadores como Ricardo Osorio, Aarón Galindo y Juan Carlos Cacho.
El 5 de julio del 2003, Trejo firmó contrato con Jaguares de Chiapas. En el Clausura 2004, Jaguares hizo un torneo espectacular, solo superado por el Club América (Apertura 2002). Chiapas fue líder del certamen y consiguió llegar a 17 partidos sin perder, gracias a lo cual se clasificaron por primera vez en su corta historia a la liguilla, siendo eliminados en Cuartos de final por Cruz Azul. 
Del 2 al 12 de enero del 2005, Jaguares participó en el torneo InterLiga. El cuadro chiapaneco fue líder del grupo B al sumar 6 puntos y disputó la Final ante Guadalajara; en tiempo regular, el partido finalizó 1 - 1, en tanda de penales Chivas ganó 5 - 3 y se clasificó a la Libertadores.
El 14 de febrero del 2005, Trejo renunció a la dirección técnica de Jaguares, para convertirse pocos días después en entrenador del Pachuca con miras a la Copa Libertadores 2005, donde sería eliminado por el Guadalajara en Octavos de final.
Durante el Clausura 2006 obtuvo el título de liga con Pachuca. Sin embargo, solo un día después de este éxito, firmó contrato con el equipo de los Tigres de la UANL, causando una considerable polémica en todo el país con su decisión. Fue destituido del equipo de Tigres en septiembre de 2006, luego de una serie de ocho partidos ligueros seguidos sin ganar, que llegaron a su punto de inflexión luego de perder 5 - 0 ante Pachuca el 30 de septiembre.
A principios del 2007 se hizo cargo del Club Necaxa (donde ya había trabajado unos años antes). Con el equipo, ahora en la ciudad de Aguascalientes, se adjudicó la InterLiga 2007, que los clasificó a la edición de la Copa Libertadores, donde quedaría fuera en Octavos de final a manos del Nacional de Uruguay. Abandonó el Necaxa en mayo, logrando resultados insatisfactorios en la liga mexicana.
En adelante, estuvo deambulando en los clubes: Morelia, Tecos de la UAG, Puebla, San Luis y Universidad Nacional, teniendo resultados bastante pobres, con lo que se vio alejado del medio durante un tiempo, tras su despido de los Pumas de la UNAM en 2014.
El 19 de junio de 2019, con una dilatada experiencia en los banquillos de México y tras varios años sin entrenar, fue anunciado como nuevo entrenador de Salamanca Club de Fútbol de la Segunda División B de España. Sin embargo, su carnet de entrenador avalado por Bundesliga no tenía validez por la Real Federación Española de Fútbol, que le solicitaba la licencia de UEFA Pro. No pudiendo ejercer el cargo, se quedó en el equipo como parte de la inteligencia deportiva, de la cual presentó su renuncia en diciembre del mismo año, al no tener un rol determinado ni toma de decisiones en la institución.
El 1 de junio del 2021, firmó con el Real Estelí de Nicaragua con miras a la Liga Concacaf 2021. Terminó subcampeón del Apertura 2021, mientras que fue eliminado en Octavos de final del campeonato de zona. El 20 de mayo del 2022 rescindió su contrato en mutuo acuerdo con el club, tras quedar eliminado en las Semifinales del Clausura 2022.
El 11 de enero de 2025 fue anunciado como nuevo entrenador del Jaguares Fútbol Club de la Serie A de México, lo que representó el regreso del entrenador a dirigir a un club chiapaneco luego de 20 años, aunque con un pequeño matiz, ya que se trata de una escuadra creada en 2024 con el objetivo de recuperar la historia del anterior Jaguares de Chiapas que fue entrenado por Trejo entre 2003 y 2005.

## Selección nacional
Se consagró campeón en el preolímpico de 1972 con la selección de México, mismo que los clasificó a los Juegos Olímpicos de Múnich 1972, donde serían eliminados en la segunda fase. Luego de alcanzar la final del campeonato mexicano, Ignacio Trelles lo llamó al combinado absoluto, disputando solo dos partidos como internacional ante Israel y Alemania Oriental en 1975.

### Participaciones en fases finales
| Torneo                   | Resultado    | Partidos | Goles | % gol |
| ------------------------ | ------------ | -------- | ----- | ----- |
| Preolímpico de 1972      | Campeón      | 9        | 0     | 0.00  |
| Juegos Olímpicos de 1972 | Segunda fase | 6        | 0     | 0.00  |
| Total                    | Total        | 15       | 0     | 0.00  |

## Clubes

### Jugador
| Equipo             | País     | Período   |
| ------------------ | -------- | --------- |
| Atlético Español   | México   | 1971-1978 |
| Tecos UAG          | México   | 1978-1981 |
| Atlético Español   | México   | 1981-1982 |
| SpVgg Unterhaching | Alemania | 1982-1983 |

### Asistente técnico
| Equipo             | País     | Período   |
| ------------------ | -------- | --------- |
| SpVgg Unterhaching | Alemania | 1984-1987 |
| Türkgücü Múnich    | Alemania | 1987-1989 |

### Entrenador
| Equipo                        | Div.                | Temporada           | Liga  | Liga | Liga | Liga | Liga |       | Copa | Copa | Copa | Copa  |    | Internacional | Internacional | Internacional | Internacional | Internacional |   | Otros | Otros | Otros | Otros |     | Totales     | Totales | Totales | Totales | Totales | Totales | Totales | Totales |
| Equipo                        | Div.                | Temporada           | Part. | G    | E    | P    | Pos. | Part. | G    | E    | P    | Part. | G  | E             | P             | Pos.          | Part.         | G             | E | P     | Part. | G     | E     | P   | Rendimiento | GF      | GC      | Dif.    |         |         |         |         |
| ----------------------------- | ------------------- | ------------------- | ----- | ---- | ---- | ---- | ---- | ----- | ---- | ---- | ---- | ----- | -- | ------------- | ------------- | ------------- | ------------- | ------------- | - | ----- | ----- | ----- | ----- | --- | ----------- | ------- | ------- | ------- | ------- | ------- | ------- | ------- |
| Toros Neza · México           | 1.ª                 | 1998-I              | 8     | 1    | 2    | 5    | Inc. | -     | -    | -    | -    | -     | -  | -             | -             | -             | -             | -             | - | -     | 8     | 1     | 2     | 5   | 20.83%      | 10      | 18      | -8      |         |         |         |         |
| Toros Neza · México           | Total               | Total               | 8     | 1    | 2    | 5    | -    | -     | -    | -    | -    | -     | -  | -             | -             | -             | -             | -             | - | -     | 8     | 1     | 2     | 5   | 20.83%      | 10      | 18      | -8      |         |         |         |         |
| Cruz Azul Hidalgo · México    | 2.ª                 | 1999-V              | 25    | 10   | 8    | 7    | 2.º  | -     | -    | -    | -    | -     | -  | -             | -             | -             | -             | -             | - | -     | 25    | 10    | 8     | 7   | 50.67%      | 46      | 32      | +14     |         |         |         |         |
| Cruz Azul Hidalgo · México    | 2.ª                 | 1999-I              | 21    | 9    | 7    | 5    | 1/4  | -     | -    | -    | -    | -     | -  | -             | -             | -             | -             | -             | - | -     | 21    | 9     | 7     | 5   | 53.97%      | 38      | 29      | +9      |         |         |         |         |
| Cruz Azul Hidalgo · México    | 2.ª                 | 2000-V              | 25    | 12   | 7    | 6    | 2.º  | -     | -    | -    | -    | -     | -  | -             | -             | -             | -             | -             | - | -     | 25    | 12    | 7     | 6   | 57.33%      | 39      | 32      | +7      |         |         |         |         |
| Cruz Azul Hidalgo · México    | Total               | Total               | 71    | 31   | 22   | 18   | -    | -     | -    | -    | -    | -     | -  | -             | -             | -             | -             | -             | - | -     | 71    | 31    | 22    | 18  | 53.99%      | 123     | 93      | +30     |         |         |         |         |
| Cruz Azul · México            | 1.ª                 | 2000-V              | 1     | 1    | 0    | 0    | Int. | -     | -    | -    | -    | -     | -  | -             | -             | -             | -             | -             | - | -     | 1     | 1     | 0     | 0   | 100%        | 4       | 0       | +4      |         |         |         |         |
| Cruz Azul · México            | 1.ª                 | 2000-I              | 19    | 11   | 3    | 5    | 1/4  | 4     | 3    | 1    | 0    | -     | -  | -             | -             | -             | -             | -             | - | -     | 23    | 14    | 4     | 5   | 66.67%      | 40      | 24      | +16     |         |         |         |         |
| Cruz Azul · México            | 1.ª                 | 2001-V              | 17    | 6    | 4    | 7    | 13.º | 6     | 4    | 0    | 2    | 14    | 8  | 3             | 3             | 2.º           | -             | -             | - | -     | 37    | 18    | 7     | 12  | 54.96%      | 65      | 49      | +16     |         |         |         |         |
| Cruz Azul · México            | 1.ª                 | 2001-I              | 22    | 10   | 6    | 6    | 1/2  | -     | -    | -    | -    | -     | -  | -             | -             | -             | -             | -             | - | -     | 22    | 10    | 6     | 6   | 54.54%      | 38      | 27      | +11     |         |         |         |         |
| Cruz Azul · México            | 1.ª                 | 2002-V              | 20    | 7    | 6    | 7    | 9.º  | -     | -    | -    | -    | -     | -  | -             | -             | -             | -             | -             | - | -     | 20    | 7     | 6     | 7   | 45%         | 35      | 34      | +1      |         |         |         |         |
| Cruz Azul · México            | 1.ª                 | 2002-A              | 21    | 7    | 8    | 6    | 1/4  | 10    | 6    | 2    | 2    | -     | -  | -             | -             | -             | -             | -             | - | -     | 31    | 13    | 10    | 8   | 52.69%      | 55      | 42      | +13     |         |         |         |         |
| Cruz Azul · México            | Total               | Total               | 100   | 42   | 27   | 31   | -    | 20    | 13   | 3    | 4    | 14    | 8  | 3             | 3             | -             | -             | -             | - | -     | 134   | 63    | 33    | 38  | 55.22%      | 237     | 176     | +61     |         |         |         |         |
| Chiapas · México              | 1.ª                 | 2003-A              | 19    | 5    | 6    | 8    | 16.º | -     | -    | -    | -    | -     | -  | -             | -             | -             | -             | -             | - | -     | 19    | 5     | 6     | 8   | 36.85%      | 21      | 34      | -13     |         |         |         |         |
| Chiapas · México              | 1.ª                 | 2004-C              | 21    | 12   | 7    | 2    | 1/4  | -     | -    | -    | -    | -     | -  | -             | -             | -             | -             | -             | - | -     | 21    | 12    | 7     | 2   | 68.25%      | 38      | 24      | +14     |         |         |         |         |
| Chiapas · México              | 1.ª                 | 2004-A              | 17    | 4    | 6    | 7    | 15.º | -     | -    | -    | -    | -     | -  | -             | -             | -             | -             | -             | - | -     | 17    | 4     | 6     | 7   | 35.29%      | 20      | 29      | -9      |         |         |         |         |
| Chiapas · México              | 1.ª                 | 2005-C              | 5     | 1    | 2    | 2    | Inc. | -     | -    | -    | -    | -     | -  | -             | -             | -             | -             | -             | - | -     | 5     | 1     | 2     | 2   | 33.33%      | 5       | 9       | -4      |         |         |         |         |
| Chiapas · México              | Total               | Total               | 62    | 22   | 21   | 19   | -    | -     | -    | -    | -    | -     | -  | -             | -             | -             | -             | -             | - | -     | 62    | 22    | 21    | 19  | 46.77%      | 84      | 96      | -12     |         |         |         |         |
| Pachuca · México              | 1.ª                 | 2005-C              | 11    | 4    | 3    | 4    | 14.º | -     | -    | -    | -    | 6     | 2  | 2             | 2             | 1/8           | -             | -             | - | -     | 17    | 6     | 5     | 6   | 45.09%      | 21      | 30      | -9      |         |         |         |         |
| Pachuca · México              | 1.ª                 | 2005-A              | 21    | 9    | 8    | 4    | 1/2  | -     | -    | -    | -    | -     | -  | -             | -             | -             | -             | -             | - | -     | 21    | 9     | 8     | 4   | 55.56%      | 31      | 20      | +11     |         |         |         |         |
| Pachuca · México              | 1.ª                 | 2006-C              | 23    | 12   | 5    | 6    | 1.º  | -     | -    | -    | -    | -     | -  | -             | -             | -             | -             | -             | - | -     | 23    | 12    | 5     | 6   | 55.25%      | 39      | 26      | +13     |         |         |         |         |
| Pachuca · México              | Total               | Total               | 55    | 25   | 16   | 14   | -    | -     | -    | -    | -    | 6     | 2  | 2             | 2             | -             | -             | -             | - | -     | 61    | 27    | 18    | 16  | 54.1%       | 91      | 76      | +15     |         |         |         |         |
| Tigres UANL · México          | 1.ª                 | 2006-A              | 11    | 2    | 4    | 5    | Inc. | -     | -    | -    | -    | -     | -  | -             | -             | -             | -             | -             | - | -     | 11    | 2     | 4     | 5   | 30.30%      | 10      | 25      | -15     |         |         |         |         |
| Tigres UANL · México          | Total               | Total               | 11    | 2    | 4    | 5    | -    | -     | -    | -    | -    | -     | -  | -             | -             | -             | -             | -             | - | -     | 11    | 2     | 4     | 5   | 30.30%      | 10      | 25      | -15     |         |         |         |         |
| Necaxa · México               | 1.ª                 | 2007-C              | 17    | 4    | 6    | 7    | 17.º | 4     | 4    | 0    | 0    | 8     | 4  | 0             | 4             | 1/8           | -             | -             | - | -     | 29    | 12    | 6     | 11  | 48.28%      | 38      | 41      | -3      |         |         |         |         |
| Necaxa · México               | Total               | Total               | 17    | 4    | 6    | 7    | -    | 4     | 4    | 0    | 0    | 8     | 4  | 0             | 4             | -             | -             | -             | - | -     | 29    | 12    | 6     | 11  | 48.28%      | 38      | 41      | -3      |         |         |         |         |
| Morelia · México              | 1.ª                 | 2007-A              | 13    | 4    | 4    | 5    | Inc. | -     | -    | -    | -    | -     | -  | -             | -             | -             | -             | -             | - | -     | 13    | 4     | 4     | 5   | 41.03%      | 16      | 20      | -4      |         |         |         |         |
| Morelia · México              | Total               | Total               | 13    | 4    | 4    | 5    | -    | -     | -    | -    | -    | -     | -  | -             | -             | -             | -             | -             | - | -     | 13    | 4     | 4     | 5   | 41.03%      | 16      | 20      | -4      |         |         |         |         |
| Tecos UAG · México            | 1.ª                 | 2008-C              | 8     | 2    | 3    | 3    | 17.º | -     | -    | -    | -    | -     | -  | -             | -             | -             | -             | -             | - | -     | 8     | 2     | 3     | 3   | 37.50%      | 8       | 14      | -6      |         |         |         |         |
| Tecos UAG · México            | 1.ª                 | 2008-A              | 7     | 3    | 2    | 2    | Inc. | -     | -    | -    | -    | -     | -  | -             | -             | -             | -             | -             | - | -     | 7     | 3     | 2     | 2   | 52.38%      | 10      | 10      | 0       |         |         |         |         |
| Tecos UAG · México            | Total               | Total               | 15    | 5    | 5    | 5    | -    | -     | -    | -    | -    | -     | -  | -             | -             | -             | -             | -             | - | -     | 15    | 5     | 5     | 5   | 44.44%      | 18      | 24      | -6      |         |         |         |         |
| Puebla · México               | 1.ª                 | 2010-A              | 10    | 2    | 2    | 6    | 13.º | -     | -    | -    | -    | -     | -  | -             | -             | -             | -             | -             | - | -     | 10    | 2     | 2     | 6   | 26.67%      | 11      | 14      | -3      |         |         |         |         |
| Puebla · México               | 1.ª                 | 2011-C              | 6     | 1    | 1    | 4    | Inc. | -     | -    | -    | -    | -     | -  | -             | -             | -             | -             | -             | - | -     | 6     | 1     | 1     | 4   | 22.23%      | 3       | 8       | -5      |         |         |         |         |
| Puebla · México               | Total               | Total               | 16    | 3    | 3    | 10   | -    | -     | -    | -    | -    | -     | -  | -             | -             | -             | -             | -             | - | -     | 16    | 3     | 3     | 10  | 25%         | 14      | 22      | -8      |         |         |         |         |
| San Luis · México             | 1.ª                 | 2012-A              | 6     | 0    | 2    | 4    | Inc. | 4     | 2    | 1    | 1    | -     | -  | -             | -             | -             | -             | -             | - | -     | 10    | 2     | 3     | 5   | 30%         | 11      | 13      | -2      |         |         |         |         |
| San Luis · México             | Total               | Total               | 6     | 0    | 2    | 4    | -    | 4     | 2    | 1    | 1    | -     | -  | -             | -             | -             | -             | -             | - | -     | 10    | 2     | 3     | 5   | 30%         | 11      | 13      | -2      |         |         |         |         |
| Universidad Nacional · México | 1.ª                 | 2013-A              | 9     | 1    | 4    | 4    | 18.º | 3     | 1    | 1    | 1    | -     | -  | -             | -             | -             | -             | -             | - | -     | 12    | 2     | 5     | 5   | 30.56%      | 8       | 9       | -1      |         |         |         |         |
| Universidad Nacional · México | 1.ª                 | 2014-C              | 19    | 7    | 5    | 7    | 1/4  | 6     | 2    | 2    | 2    | -     | -  | -             | -             | -             | -             | -             | - | -     | 25    | 9     | 7     | 9   | 45.33%      | 39      | 32      | +7      |         |         |         |         |
| Universidad Nacional · México | 1.ª                 | 2014-A              | 5     | 1    | 0    | 4    | Inc. | 2     | 1    | 1    | 0    | -     | -  | -             | -             | -             | -             | -             | - | -     | 7     | 2     | 1     | 4   | 33.33%      | 9       | 10      | -1      |         |         |         |         |
| Universidad Nacional · México | Total               | Total               | 33    | 9    | 9    | 15   | -    | 11    | 4    | 4    | 3    | -     | -  | -             | -             | -             | -             | -             | - | -     | 44    | 13    | 13    | 18  | 39.4%       | 56      | 51      | +5      |         |         |         |         |
| Real Estelí · Nicaragua       | 1.ª                 | 2021-A              | 22    | 14   | 3    | 5    | 2.º  | 4     | 2    | 2    | 0    | 2     | 1  | 0             | 1             | 1/8           | -             | -             | - | -     | 28    | 17    | 5     | 6   | 70.51%      | 57      | 26      | +31     |         |         |         |         |
| Real Estelí · Nicaragua       | 1.ª                 | 2022-C              | 18    | 9    | 5    | 4    | 1/2  | 4     | 3    | 1    | 0    | -     | -  | -             | -             | -             | -             | -             | - | -     | 22    | 12    | 6     | 4   | 63.64%      | 50      | 24      | +26     |         |         |         |         |
| Real Estelí · Nicaragua       | Total               | Total               | 40    | 23   | 8    | 9    | -    | 8     | 5    | 3    | 0    | 2     | 1  | 0             | 1             | -             | -             | -             | - | -     | 50    | 29    | 11    | 10  | 65.33%      | 107     | 50      | +57     |         |         |         |         |
| Total en su carrera           | Total en su carrera | Total en su carrera | 447   | 171  | 129  | 147  | -    | 47    | 28   | 11   | 8    | 30    | 15 | 5             | 10            | -             | 0             | 0             | 0 | 0     | 524   | 214   | 145   | 165 | 50.06%      | 815     | 705     | +110    |         |         |         |         |
| 1. 2.                         |                     |                     |       |      |      |      |      |       |      |      |      |       |    |               |               |               |               |               |   |       |       |       |       |     |             |         |         |         |         |         |         |         |

#### Resumen por competiciones
| Competición                | Partidos | Ganados | Empatados | Perdidos | Ganados % | Mejor resultado  |
| -------------------------- | -------- | ------- | --------- | -------- | --------- | ---------------- |
| Primera División de México | 336      | 117     | 99        | 120      | 44.64%    | Campeón          |
| Liga de Ascenso de México  | 71       | 31      | 22        | 18       | 53.99%    | Subcampeón       |
| Liga Primera de Nicaragua  | 40       | 23      | 8         | 9        | 69.09%    | Subcampeón       |
| Copa México                | 15       | 6       | 5         | 4        | 51.11%    | Cuartos de final |
| Pre Pre Libertadores       | 8        | 6       | 1         | 1        | 79.17%    | Campeón          |
| Pre Libertadores           | 12       | 7       | 2         | 3        | 91.66%    | Campeón          |
| Interliga                  | 4        | 4       | 0         | 0        | 100%      | Campeón          |
| Copa Primera               | 8        | 5       | 3         | 0        | 75%       | Cuartos de final |
| Copa Libertadores          | 28       | 14      | 5         | 9        | 55.95%    | Subcampeón       |
| Liga Concacaf              | 2        | 1       | 0         | 1        | 50%       | Octavos de final |
| TOTAL                      | 524      | 214     | 145       | 165      | 50.06%    | Cuatro títulos   |

## Palmarés

### Jugador

#### Campeonatos nacionales
| Título     | Equipo             | Sede         | Año  |
| ---------- | ------------------ | ------------ | ---- |
| Bayernliga | SpVgg Unterhaching | Unterhaching | 1983 |

#### Campeonatos internacionales
| Título                  | Equipo              | Sede    | Año  |
| ----------------------- | ------------------- | ------- | ---- |
| Preolímpico de Concacaf | Selección de México | México  | 1972 |
| Copa de Campeones       | Atlético Español    | Surinam | 1975 |

### Entrenador

#### Campeonatos nacionales
| Título               | Equipo    | Sede    | Año  |
| -------------------- | --------- | ------- | ---- |
| Pre Pre Libertadores | Cruz Azul | Fresno  | 2000 |
| Pre Libertadores     | Cruz Azul | México  | 2001 |
| Torneo Clausura      | Pachuca   | Pachuca | 2006 |
| Interliga            | Necaxa    | Carson  | 2007 |

Otros logros
- Bayernliga sub-19: 1991, 1992
- Subcampeón de Copa Libertadores: 2001

### Distinciones individuales
| Distinción                           | Año  |
| ------------------------------------ | ---- |
| Entrenador del año en México por FMF | 2006 |